# しあわせのいろ
『しあわせのいろ』は、野中藍の2作目のオリジナルアルバム。2006年12月6日にスターチャイルド（キングレコード）から発売された。

## 概要
初回生産分には、特製絵葉書「アイぽんからのラブレターセット」と応募券が封入されており、これを往復葉書に貼って2006年12月20日までにキョードー東京またはキョードー大阪へ送ると、抽選で2007年1月に開催される野中藍のライブ「新春アイぽんショー」へ招待される。

## 収録曲
1. アンダンテ [3:43] 
作詞：こだまさおり、作曲・編曲：菊谷知樹
2. espresso [4:12] 
作詞：只野菜摘、作曲・編曲：大川茂伸
3. トキメキの言葉 [4:33] 
作詞：及川眠子、作曲・編曲：林哲司
4. ゆきなみき [4:49] 
作詞：riya、作曲・編曲：菊地創
5. 夜明けのチャーム [3:46] 
作詞：村野直球、作曲・編曲：菊地創
6. Number [3:50] 
作詞：只野菜摘、作曲・編曲：横山マサル
7. ばら色の頬 [4:21] 
作詞：只野菜摘、作曲・編曲：横山マサル
8. カ・ラ・フ・ル [4:02] 
作詞：くまのきよみ、作曲・編曲：櫻井真一
9. Jewelry Heart [4:01] 
作詞：渡邊美佳、作曲：鶴由雄、編曲：菊谷知樹
10. 幸せの種
作詞：及川眠子、作曲・編曲：林哲司
11. マーブルの恋 [4:50] 
作詞：こだまさおり、作曲・編曲：菊谷知樹
12. LOVE@MESSENGER [3:59] 
作詞：村野直球、作曲：住吉中、編曲：YUPA